# I andras ögon
I andras ögon (franska: Le Goût des autres) är en fransk romantisk dramakomedi från 2000 i regi av Agnès Jaoui.
Filmen var Frankrikes bidrag till Oscar för bästa internationella långfilm 2001.

## Handling
Företagsledaren Jean-Jacques blir blixtförälskad i skådespelerskan Clara. Han kommer ihåg att han en gång haft henne som engelsklärarinna och anmäler sig till språkstudier igen.

## Utmärkelser
I andras ögo vann Césarpriset för bästa film 2001.

## Rollista i urval
- Anne Alvaro - Clara Devaux
- Jean-Pierre Bacri - Jean-Jacques Castella
- Alain Chabat - Bruno Deschamps
- Agnès Jaoui - Manie
- Gérard Lanvin - Franck Moreno
- Christiane Millet - Angélique Castella
- Wladimir Yordanoff - Antoine
- Anne Le Ny - Valérie
- Brigitte Catillon - Béatrice Castella